# Ройтеман, Карлос
Ка́рлос Альбе́рто Ройтеман (иногда пишется в русской транскрипции как Ройтеманн или Рейтеманн) (исп. Carlos Alberto Reutemann; 12 апреля 1942, Санта-Фе, Аргентина — 7 июля 2021, там же) — аргентинский автогонщик, вице-чемпион мира в классе «Формула-1» 1981 года. Позднее занялся политической карьерой и был губернатором провинции Санта-Фе с 1991 по 2003 год.
Будучи гонщиком, Ройтеман был одним из достаточно успешных участников Формулы-1 в период с 1972 по 1982 год. Он одержал 12 побед на этапах чемпионата мира, завоевал 45 подиумов, 6 поулов, 6 лучших кругов, 22 старта с первого ряда и 66 попаданий в очковую зону. В 1981 году, выступая за Уильямс, он финишировал вторым в чемпионате мира, проиграв Нельсону Пике всего одно очко. Ройтеман является трижды бронзовым призёром: в 1975 году в Брэбеме, в 1978 году в Феррари и в 1980 году в Уильямсе. Кроме того, Ройтеман выиграл две внезачётных гонки Формулы-1. На сегодняшний день он последний аргентинский гонщик, побеждавший в Гран-при Формулы-1.
В январе 2009 года заявил о намерении участвовать в ближайших выборах Президента Аргентины.
Скончался 7 июля 2021 года в больнице Санта-Фе, Аргентина от кишечного кровотечения.

## Биография

### Ранние годы
Отец Ройтемана был аргентинцем, мать — итальянкой, а дед имел швейцарско-немецкое происхождение. Ройтеман был первым успешным аргентинским гонщиком Формулы-1 после ухода на пенсию пятикратного чемпиона мира Хуана Мануэля Фанхио в 1958 году. Впервые он участвовал в гонках в 1965 году на седане Fiat.
В 1970 году переехал в Европу, где выступал за Брэбем в Европейской Формуле-2. Он сразу же привлёк к себе внимание, когда обошёл австрийского гонщика Формулы-1 Йохена Риндта (ставшего посмертным обладателем чемпионского титула в Формуле-1 в том же году) на первом круге своей первой гонки в Хоккенхайме, при этом финишировав в гонке четвёртым. В следующем сезоне он занял второе место в серии, уступив шведу Ронни Петерсону.

### Формула-1
В 1972 году владелец команды «Брэбем» Берни Экклстоун подписал контракт с Ройтеманом, согласно которому в сезоне 1972 года он должен был выступать вместе с ветераном и двукратным чемпионом мира Грэмом Хиллом. В своей первой гонке, перед родной публикой в Буэнос-Айресе, Ройтеман завоевал поул на гоночном автомобиле Brabham BT34. Ранее такого же достижения смог добиться Марио Андретти, который, дебютировав в Формуле-1, практически без подготовки завоевал поул. Товарищ Ройтемана по команде Грэм Хилл занял только 16-е место на старте.
Вместе с бразильцем Вилсоном Фиттипальди в сезоне 1973 года Ройтеман выиграл два подиума на BT42, разработанном Гордоном Мюрреем. В 1974 году Ройтеман одержал первые три победы в своей карьере в Формуле-1: в Южной Африке, Австрии и США. Он мог бы выиграть и первую гонку года в Аргентине, но команда «Брэбем», очевидно, не заправила его машину должным образом, и у него закончилось топливо менее чем за два круга до финиша, в то время как он уверенно лидировал. Хотя он сравнялся с чемпионом Эмерсоном Фиттипальди по общему количеству побед, нестабильные выступления в других гонках оставили Ройтемана шестым в турнирной таблице сезона.
В 1976 году Ройтеман подписал контракт с Феррари, которая искала временную замену для Ники Лауды, травмированного на Гран-при Германии. Но Лауда выздоровел очень быстро, в связи с чем Ройтеман участвовал за команду в гонке только один раз, в той же гонке, в которой Лауда вернулся в строй. В сезоне 1977 года Феррари решила оставить в команде полностью выздоровевшего Лауду, а Ройтеман заменил Клея Регаццони, который перешёл в команду Ensign.

## Результаты выступлений в Формуле-1

### Результаты выступлений в чемпионате мира
| Легенда к таблице |                                                                    |
| --- | ------------------------------------------------------------------ |
| В таблице перечислены результаты всех Гран-при Формулы-1, в которых принимал участие гонщик. Строками таблицы являются сезоны, столбцами — этапы чемпионата мира. В каждой клетке указаны сокращённое название этапа и результат, дополнительно обозначенный цветом. Расшифровка обозначений и цветов представлена в нижеследующей таблице. |                                                                    |
| \| Пример \| Описание \| \| ------------ \| ------------------------------------------------------------------ \| \| 1 \| Победитель \| \| 2 \| Второе место \| \| 3 \| Третье место \| \| 5 \| Финишировал, заработав очки \| \| Сход \| Не финишировал, но при этом заработал очки \| \| 12 \| Финишировал, не получив очков \| \| НКЛ \| Финишировал, но не попал в финальную классификацию \| \| 15 \| Участвовал вне зачёта, либо по отдельной классификации \| \| 18 \| Не финишировал, но попал в финальную классификацию \| \| Сход \| Не финишировал \| \| НКВ \| Не прошёл квалификацию \| \| НПКВ \| Не прошёл предквалификацию \| \| ДСК \| Дисквалифицирован \| \| ИСК \| Исключён из протокола соревнований \| \| ТТ \| Заявлен для участия только в тренировках \| \| НС \| Участвовал в квалификации, но не стартовал в гонке \| \| Т \| Травмирован или болен \| \| ОТК \| Отказ от участия \| \| НТР \| Прибыл на соревнования, но на трассу не выезжал \| \| НПР \| Был заявлен в числе участников, но не прибыл к началу соревнований \| \| О \| Соревнования отменены \| \| \| Не участвовал \| \| Поул-позиция \| \| \| Быстрый круг \| \| |                                                                    |
| Пример | Описание                                                           |
| 1 | Победитель                                                         |
| 2 | Второе место                                                       |
| 3 | Третье место                                                       |
| 5 | Финишировал, заработав очки                                        |
| Сход | Не финишировал, но при этом заработал очки                         |
| 12 | Финишировал, не получив очков                                      |
| НКЛ | Финишировал, но не попал в финальную классификацию                 |
| 15 | Участвовал вне зачёта, либо по отдельной классификации             |
| 18 | Не финишировал, но попал в финальную классификацию                 |
| Сход | Не финишировал                                                     |
| НКВ | Не прошёл квалификацию                                             |
| НПКВ | Не прошёл предквалификацию                                         |
| ДСК | Дисквалифицирован                                                  |
| ИСК | Исключён из протокола соревнований                                 |
| ТТ | Заявлен для участия только в тренировках                           |
| НС | Участвовал в квалификации, но не стартовал в гонке                 |
| Т | Травмирован или болен                                              |
| ОТК | Отказ от участия                                                   |
| НТР | Прибыл на соревнования, но на трассу не выезжал                    |
| НПР | Был заявлен в числе участников, но не прибыл к началу соревнований |
| О | Соревнования отменены                                              |
| | Не участвовал                                                      |
| Поул-позиция |                                                                    |
| Быстрый круг |                                                                    |

| Сезон | Команда                      | Шасси          | Двигатель             | Ш        | 1        | 2        | 3        | 4        | 5        | 6        | 7        | 8        | 9        | 10       | 11       | 12       | 13       | 14       | 15       | 16    | Место | Очки   |
| ----- | ---------------------------- | -------------- | --------------------- | -------- | -------- | -------- | -------- | -------- | -------- | -------- | -------- | -------- | -------- | -------- | -------- | -------- | -------- | -------- | -------- | ----- | ----- | ------ |
| 1972  | Motor Racing Developments    | Brabham BT34   | Ford-Cosworth DFV V8  | АРГ 7    | ЮАР Сход | ИСП      | МОН      |          |          |          |          |          |          |          |          |          |          |          |          |       | 16    | 3      |
| 1972  | Motor Racing Developments    | Brabham BT37   | Ford-Cosworth DFV V8  |          |          |          |          | БЕЛ 13   | ФРА 12   | ВЕЛ 8    | ГЕР Сход | АВТ Сход | ИТА Сход | КАН 4    | США Сход |          |          |          |          |       | 16    | 3      |
| 1973  | Motor Racing Developments    | Brabham BT37   | Ford-Cosworth DFV V8  | АРГ Сход | БРА 11   | ЮАР 7    |          |          |          |          |          |          |          |          |          |          |          |          |          |       | 7     | 16     |
| 1973  | Motor Racing Developments    | Brabham BT42   | Ford-Cosworth DFV V8  |          |          |          | ИСП Сход | БЕЛ Сход | МОН Сход | ШВЕ 4    | ФРА 3    | ВЕЛ 6    | НИД Сход | ГЕР Сход | АВТ 4    | ИТА 6    | КАН 8    | США 3    |          |       | 7     | 16     |
| 1974  | Motor Racing Developments    | Brabham BT44   | Ford-Cosworth DFV V8  | АРГ 7    | БРА 7    | ЮАР 1    | ИСП Сход | БЕЛ Сход | МОН Сход | ШВЕ Сход | НИД 12   | ФРА Сход | ВЕЛ 6    | ГЕР 3    | АВТ 1    | ИТА Сход | КАН 9    | США 1    |          |       | 6     | 32     |
| 1975  | Martini Racing               | Brabham BT44B  | Ford-Cosworth DFV V8  | АРГ 3    | БРА 8    | ЮАР 2    | ИСП 3    | МОН 9    | БЕЛ 3    | ШВЕ 2    | НИД 4    | ФРА 14   | ВЕЛ Сход | ГЕР 1    | АВТ 14   | ИТА 4    | США Сход |          |          |       | 3     | 37     |
| 1976  | Martini Racing               | Brabham BT45   | Alfa Romeo 115-12 B12 | БРА 12   | ЮАР Сход | СШЗ Сход | ИСП 4    | БЕЛ Сход | МОН Сход | ШВЕ Сход | ФРА 11   | ВЕЛ Сход | ГЕР Сход | АВТ Сход | НИД Сход |          |          |          |          |       | 16    | 3      |
| 1976  | Scuderia Ferrari             | Ferrari 312T2  | Ferrari 015 B12       |          |          |          |          |          |          |          |          |          |          |          |          | ИТА 9    | КАН      | США      | ЯПО      |       | 16    | 3      |
| 1977  | Scuderia Ferrari             | Ferrari 312T2  | Ferrari 015 B12       | АРГ 3    | БРА 1    | ЮАР 8    | СШЗ Сход | ИСП 2    | МОН 3    | БЕЛ Сход | ШВЕ 3    | ФРА 6    | ВЕЛ 15   | ГЕР 4    | АВТ 4    | НИД 6    | ИТА Сход | США 6    | КАН Сход | ЯПО 2 | 4     | 42     |
| 1978  | Scuderia Ferrari             | Ferrari 312T2  | Ferrari 015 B12       | АРГ 7    | БРА 1    |          |          |          |          |          |          |          |          |          |          |          |          |          |          |       | 3     | 48     |
| 1978  | Scuderia Ferrari             | Ferrari 312T3  | Ferrari 015 B12       |          |          | ЮАР Сход | СШЗ 1    | МОН 8    | БЕЛ 3    | ИСП Сход | ШВЕ 10   | ФРА 18   | ВЕЛ 1    | ГЕР ДСК  | АВТ Сход | НИД 7    | ИТА 3    | США 1    | КАН 3    |       | 3     | 48     |
| 1979  | Martini Racing Team Lotus    | Lotus 79       | Ford-Cosworth DFV V8  | АРГ 2    | БРА 3    | ЮАР 5    | СШЗ Сход | ИСП 2    | БЕЛ 4    | МОН 3    | ФРА 13   | ВЕЛ 8    | ГЕР Сход | АВТ Сход | НИД Сход | ИТА 7    | КАН Сход | США Сход |          |       | 7     | 20(25) |
| 1980  | Albilad Williams Racing Team | Williams FW07B | Ford-Cosworth DFV V8  | АРГ Сход | БРА Сход | ЮАР 5    | СШЗ Сход | БЕЛ 3    | МОН 1    | ФРА 6    | ВЕЛ 3    | ГЕР 2    | АВТ 3    | НИД 4    | ИТА 3    | КАН 2    | США 2    |          |          |       | 3     | 42(49) |
| 1981  | Albilad Williams Racing Team | Williams FW07C | Ford-Cosworth DFV V8  | СШЗ 2    | БРА 1    | АРГ 2    | САН 3    | БЕЛ 1    | МОН Сход | ИСП 4    | ФРА 10   | ВЕЛ 2    | ГЕР Сход | АВТ 5    | НИД Сход | ИТА 3    | КАН 10   | СИЗ 8    |          |       | 2     | 49     |
| 1982  | TAG Williams Racing Team     | Williams FW07C | Ford-Cosworth DFV V8  | ЮАР 2    | БРА Сход | СШЗ      | САН      | БЕЛ      | МОН      | ДЕТ      | КАН      | НИД      | ВЕЛ      | ФРА      | ГЕР      | АВТ      | ШВА      | ИТА      | СИЗ      |       | 15    | 6      |

### Внезачётные гонки Формулы-1
| Год       | Команда                      | Шасси          | Двигатель                | 1       | 2       | 3     | 4   | 5   | 6      | 7   | 8     |
| --------- | ---------------------------- | -------------- | ------------------------ | ------- | ------- | ----- | --- | --- | ------ | --- | ----- |
| 1971      | Ecurie Bonnier               | McLaren M7C    | Ford Cosworth DFV 3.0 V8 | ARG 3   | ROC     | QUE   | SPR | INT | RIN    | OUL |       |
| 1971      | Motor Racing Developments    | Brabham BT33   | Ford Cosworth DFV 3.0 V8 |         |         |       |     |     |        |     | VIC 9 |
| 1972      | Motor Racing Developments    | Brabham BT34   | Ford Cosworth DFV 3.0 V8 | ROC     | BRA 1   | INT   | OUL | REP |        |     |       |
| 1972      | Motor Racing Developments    | Brabham BT37   | Ford Cosworth DFV 3.0 V8 |         |         |       |     |     | VIC 10 |     |       |
| 1974      | Motor Racing Developments    | Brabham BT44   | Ford Cosworth DFV 3.0 V8 | PRE Ret | ROC Ret | INT   |     |     |        |     |       |
| 1975      | Martini Racing               | Brabham BT44B  | Ford Cosworth DFV 3.0 V8 | ROC     | INT 8   | SUI   |     |     |        |     |       |
| 1979      | Martini Racing Team Lotus    | Lotus 79       | Ford Cosworth DFV 3.0 V8 | ROC     | GNM     | DIN 2 |     |     |        |     |       |
| 1980      | Albilad-Williams Racing Team | Williams FW07B | Ford Cosworth DFV 3.0 V8 | ESP Ret |         |       |     |     |        |     |       |
| 1981      | Albilad-Williams Racing Team | Williams FW07C | Ford Cosworth DFV 3.0 V8 | RSA 1   |         |       |     |     |        |     |       |
| Источник: |                              |                |                          |         |         |       |     |     |        |     |       |

## Карьера в политике

### Губернатор провинции Санта-Фе (1991—1995, 1999—2003)
Свою политическую деятельность Ройтеман начал в Хустисиалистской партии, от которой он был избран губернатором провинции Санта-Фе на период 1991—1995 годов.
В январе 1992 года Ройтеман подписал указ о разрушении частей бывшего Главного управления информации, в котором хранились отчёты о поведении вооружённых сил и сил безопасности во время диктатуры Виделы. Патрисия Исаса, которая была похищена и содержалась в трёх концентрационных лагерях в Санта-Фе, в 2010 году подала жалобу на Ройтемана. Она попросила провести расследование в отношении Ройтемана за попытку уничтожить публичную информацию, ведущую к раскрытию преступлений против человечности.
По окончании срока пребывания в должности губернатор провинции, Ройтеман был впервые избран национальным сенатором на период 1995—2001 годов. Но в 1999 году он покинул своё место в Национальном конгрессе после победы на провинциальных выборах губернатора Санта-Фе, где он стал губернатором на свой второй срок с 1999 по 2003 год.
В апреле 2003 года сильное наводнение накрыло город Санта-Фе, в результате которого, по официальным данным, погибло 23 человека (по другим сообщениям 114), и пострадали более 130 000 человек. До этого, в августе 1997 года Ройтеман, губернатор Хорхе Обейд и мэр города Горацио Росатти участвовали в церемонии открытия западной защиты города. Но как показали последующие события, данный проект не был завершён, из-за чего река Рио-Саладо затопила треть города Санта-Фе.
В 2004 году против Ройтемана были выдвинуты обвинения в халатности во время нахождения на посту губернатора. Обвинения против него включали, в частности, нецелевое использование денежных средств.
В мае 2005 года Горацио Росатти, тогдашний министр юстиции, был обвинён в оказании давления на Управление по борьбе с коррупцией с целью закрыть расследование против губернатора Карлоса Ройтемана.

### Национальный сенатор (2003—2021)
7 сентября 2003 года Ройтеман был снова избран сенатором Верхней палаты, которое он занял 10 декабря того же года с мандатом до 10 декабря 2009 года.
На выборах в законодательные органы 28 июня 2009 года Ройтеман был снова избран сенатором от провинции Санта-Фе с мандатом до 2015 года. В начале 2015 года он сформировал альянс с Республиканским предложением, поддержав кандидатуру Маурисио Макри на президентских выборах того года. В том же году он был переизбран сенатором от национальной политической коалиции «Камбиемос» с мандатом до 2021 года.